# Orloveț, Veliko Tărnovo
Orloveț (în bulgară Орловец) este un sat în comuna Polski Trămbeș, regiunea Veliko Tărnovo,  Bulgaria. 

## Demografie
Componența etnică a satului Orloveț
     Nicio identificare (52,54%)
     Bulgari (38,19%)
     Turci (6,01%)
     Romi (0%)
     Altele (3,24%)
La recensământul din 2011, populația satului Orloveț era de 432 locuitori. Nu există o etnie majoritară, locuitorii fiind bulgari (38,19%) și turci (6,01%). Pentru 52,54% din locuitori nu este cunoscută apartenența etnică.

## Personalități născute aici
- Hristo Boicev (n. 1950), scriitor.